# Microrregión del Alto Araguaia
La microrregión del Alto Araguaia es una de las microrregiones del estado brasileño de Mato Grosso perteneciente a la mesorregión del Sudoeste Mato-Grossense. Está dividida en tres municipios.

## Municipios
- Alto Araguaia
- Alto Garzas
- Alto Taquari

- Datos: Q16301179